# 宇文广
宇文广（542年—570年12月30日），字乾归，代郡武川镇（今内蒙古自治区呼和浩特市武川县）人，追尊周德帝宇文肱曾孙，西魏大将军、大都督、三雍二华等二十三州诸军事、豳孝公宇文导长子，北周宗室、官员。

## 生平
宇文广年少時方正严肃，喜爱文学。虚龄十一岁时父亲宇文导去世，宇文广给父亲守丧非常悲痛。最初封永昌郡公。周孝闵帝即位后，宇文广于周孝闵帝元年（557年）二月乙亥改封天水郡公，食邑两千户。周明帝即位，宇文广出任骠骑大将军、开府仪同三司、秦州刺史。周明帝二年（558年），宇文广进位大将军。武成元年九月乙卯（559年10月17日），宇文广升任梁州总管、都督兴梁等十九州诸军事、梁州刺史。武成元年九月辛未（559年11月2日），宇文广晋封蔡国公，增加食邑总计一万户。保定元年（561年），宇文广入朝出任小司寇。保定二年（562年），宇文广以原本的官职镇守蒲州，兼潼关等六防诸军事。不久宇文广出任秦州总管，十三州诸军事、秦州刺史。宇文广能明辨事理，善于抚慰人心，百姓对他既敬畏又喜爱。保定二年（562年），宇文广又奉诏前往甘州，迎接阿史那皇后。当时晋公宇文护的儿子们和宇文广的弟弟杞国公宇文亮等人的服饰和玩赏的物品奢侈华丽，超越了制度，只有宇文广遵循礼制，委屈自己以礼待人，朝廷内外都称赞他。宇文广曾经给周武帝侍奉进食，宇文广自己吃的瓜甜美，就拿着瓜进奉给周武帝，周武帝很高兴。保定四年冬十月癸亥（564年11月27日），宇文广进位柱国。宇文广因为三叔晋公宇文护长时间独揽大权，就劝他减少权势，宇文护没有采纳。天和三年三月甲寅（568年5月1日），宇文广出任陕州总管、都督陕虞等八州诸军事、陕州刺史，因病免职，改任秦州刺史。天和五年十一月乙丑（570年12月28日），宇文导被追封为豳国公，周武帝诏令宇文广袭爵豳国公，蔡国合并到豳国。
当初，宇文广的母亲李氏因为宇文广病了整整一年，深重的忧虑染上疾病，因此去世。宇文广在母亲丧期中，更加病危，因哀痛过度，于天和五年十一月丁卯（570年12月30日）去世，虚岁二十九。世人说宇文广的母亲是因为宇文广而生病，宇文广是因为母亲而去世，慈爱和孝顺的道义，盛极于一家。周武帝身穿素前往宇文广家中亲自吊丧，朝廷百官也全部到齐。宇文广之前的属吏仪同李充信等人上表説:“臣下们听说积累孝行就会养成忠义，这是生民的大义；表彰仁德树立良善，这是国家的常规。我們私下以为原豳国公宇文广，是名声美好的皇室宗亲，至今仍为众人所瞻望，其仁德居各太守、将领之首，在皇室宗亲中功绩最大。宇文广受命领兵，威震秦陇之地；推行教令，遍及崤山、函谷关一帶。等到宇文广染病在身，奉诏回到京城，经医治后病情逐渐痊愈。可是祸端一起降临，宇文广遭遇母亲去世的去世的大忧，他纯厚的孝心超过常人，于是原有的病情更加严重，因此卧病不起，直至死去。我們寻味此情，心中悲伤不已。我们与宇文广共事，经常蒙受他的教诲。仰观宇文广平时的言行，总是约束自己修养自身，他身居王公高位，收取的食邑赋税很多，他所获得的俸禄，全部都周济了他人，至于器皿用具服饰玩物，仅仅够需用而已。宇文广每次谈到身后的丧事，都特别强调要简约朴素。指責秦朝的暴政而赞扬吴国的礼制，讥讽用石棺厚葬而赞美推崇以厚薪薄葬。如今占卜选择墓地的时间已经临近，出殡埋葬的日期已经到来，我们担心宇文广人生短暂，而他的这种心愿不能伸张。念及陛下弘扬罕见的慈爱，施与莫大的恩泽，以前給他倾注的恩情已随他远去，那么就将哀怜他的感情赐给他的幽魂，下令给有关部门，伸张他的夙愿，安葬的礼节，应当保持节俭。”
周武帝诏令説:“看了李充信等人的奏表，更增加了我的哀悼之情。豳国公宇文广是藩王的楷模，宗室的表率，他的言论给自己增添了光彩，他的行为成为了士人的准则。正當宇文广凭着宗室的身份，匡扶朝廷政治的时候，突然遭受丧母的痛苦，以至于逝世。宇文广尽孝善终，不要忘记他高雅的情操。追思往昔，心中震痛。从前河间王刘德才思华美，被中尉常丽追述；东海王刘彊谦逊简约，死后被人称颂。可以参照从前的典制，遵循原來的规章，使宇文广临终遗言和生前的志愿得以伸张；节俭安葬的请求，不会亏损他至死保持着的美好名声。”于是追贈宇文广原來的官职，加太保、陇右十四州诸军事、秦州刺史，谥号文，天和六年（571年）六月归葬于秦州的某原。宇文广的儿子宇文洽继承爵位。

## 家庭

### 祖父
- 宇文颢，邵惠公[1]

### 父亲
- 宇文导，豳孝公[1]

### 兄弟姐妹
- 宇文亮，北周上柱国、安州总管、杞国公
- 宇文廙，北周骠骑大将军、开府仪同三司、河州刺史、西阳昭公
- 宇文椿，北周上柱国、大司徒、杞国公
- 宇文众，北周天水郡公

## 评价
- 《周书》史臣曰：至若豳孝公（宇文导）之勋烈，而加之以善政；蔡文公之纯孝，而饰之以俭约：峨峨焉，足以轥轹于前载矣。
- 《北史》论曰：至若豳孝公之勋烈，加之以善政，蔡文公之纯孝，饰之以俭约，峨峨焉足以辚轹于前载矣。